# Tofiqi
Tofiqi è un comune dell'Azerbaigian situato nel distretto di Ağdaş. Conta una popolazione di 1 278 abitanti.